# Железничка станица Чипубецу
Железничка станица Чипубецу (秩父別駅 Chippubetsu-eki) је железничка станица у Јапану у граду Чипубецу, област Урју Хокаидо на линији Румој, оператера Хокаидо железница.

## Линија
- Хокаидо железница
  - ■ Главна линија Румој

## Суседне станице
| «                   | «                   | Сервис              | »                   | »                   |
| Главна линија Румој | Главна линија Румој | Главна линија Румој | Главна линија Румој | Главна линија Румој |
| ------------------- | ------------------- | ------------------- | ------------------- | ------------------- |
| Кита-Ичијан         | Кита-Ичијан         | -                   | Кита-Чипубецу       | Кита-Чипубецу       |